# Khun Lo
Khun Lo was de oudste zoon van Khun Borom en de eerste koning van Muang Sawa. Alle Laotiaanse koningshuizen claimen dat ze een directe afstamming zijn van zijn dynastie. Hij stierf in 780 en werd opgevolgd door Khun Sung.